# Anopheles solomonis
Anopheles solomonis este o specie de țânțari din genul Anopheles, descrisă de Belkin, Knight și Rozeboom în anul 1945. Conform Catalogue of Life specia Anopheles solomonis nu are subspecii cunoscute.